# 무로이 신지
무로이 신지(일본어: 室井 慎次)는 1997년 1월 ~ 3월에 후지 TV 계열에서 방송된 드라마 《춤추는 대수사선》 및 그 극장판의 등장인물이다. 그리고 본 시리즈의 스핀오프 작품인 《용의자 무로이 신지》의 주인공이다. 배우는 야나기바 토시로.

## 프로필
- 경찰청 장관 직속 관방 심의관 ・ 경시감
- 1964년 1월 3일 생. A형. (※ 생일, 출신지는 야나기바 본인과 같다.)
- 출신지 : 아키타현 혼조 시 (지금의 유리혼조 시)
- 본적 : 아키타 현 미나미셈보쿠 군 오오사와 242
- 최종학력 : 토호쿠 대학 법학부 졸업
- 자격 : 유도 3단
- 특기 : 키리탄포 요리 만들기

## 인물
소위 엘리트 관료이다.
도쿄대학 졸업자가 압도적으로 많은 경찰청 엘리트 (2005년 68%, 2004년 53%) 세계에서 소수인 토호쿠 대학 졸업자이다. 등장 초기에는 까칠한 캐릭터로 아오시마와 충돌하는 일이 잦았으나, 완간서 사람들과 함께 일하면서 관할의 형사들이 활동하기 좋은 조직을 만드는 것과 경찰의 개혁을 추진할 것을 결심한다. 그 신념은 아오시마와의 「약속」이 되어, 경시청・경찰청에서 고군분투 하고 있다. 경찰청・경시청 내에서는 무로이의 이런「신념」을 위험하다고 보고, 그의 실각을 바라는 이도 많다.
아키타 출신이기 때문에 키리탄포 요리에 능숙하고, 자격증까지 갖고 있다. 또한, 가끔 아키타 사투리가 튀어나올 때도 있다.
캐리어 관료이지만, 자신보다 아래 계급의 사람이라도 와쿠와 같은 연장자에게는 정중한 어조를 사용한다.
TV 시리즈 당시는 경시청 형사부 수사1과 강력범 수사 담당 관리관, 그 뒤 연말 스페셜에서는 경찰청 경비국 경비과장, 가을 스페셜에서는 경찰청 장관 관방 경무과 수석 감찰관, THE MOVIE에서는 경시청 형사부 참사관(경시정)까지 출세하지만 본청 상층부의 명령을 무시하고 행동한 것으로 인해 경시로 강등되어 홋카이도 경찰본부 비호로(美幌)경찰서장(경시)로 좌천되었다. 경시청 부총감 요시다 토시아키의 명에 따라 반년만에 중앙으로 복귀하여, 경시청 형사부 이사관 → 경찰청 정보통신국 → 경찰대학교 교관 → 경찰청 형사국 형사기획과 과장 보좌를 전전했지만 2003년 4월에 경시청 형사부 수사1과 강력범 수사담당 관리관 (경시정)으로 다시 재승진하였다.
《용의자 무로이 신지》에서의 사건으로 수사 현장에 혼란을 야기한 책임을 지고 사표를 제출했다. 하지만 당시 경찰청 형사국 담당 관방 심의 보좌관인 신죠의 직권으로 사직서는 수리되지 않고 히로시마현 경찰 본부 형사부 관리관으로 이동했다. 후에 히로시마 현경에서 경비부장・경시장으로 승진했고, 이후 히로시마 현경 본부장・경시감으로 승진했다. (공식 가이드 기록에 의함)
2010년 공개된 《춤추는 대수사선 THE MOVIE3 녀석들을 해방하라!》에서는 경찰청 장관 관방 심의관(경시감)으로 승진했다.

## 무로이의 의상
스피츠 인터내셔널(スピッツインターナショナル)의 검은색 롱코트.
대사로는 「통신 판매로 샀다」고 하고 있지만, 실제로는 통신에서 판매되지 않는다. 아오시마의 코트는 비교적 구하기 쉽지만, 이 코트는 구하기 매우 어렵고, 가격은 30만엔이 넘는다. 참고로 극중에서는 야나기바 토시로의 체격에 맞추어서 의상 스탭이 다시 손을 봐서 몸에 딱 맞아 떨어지게 나온다. 정장이지만 기능성 또한 중시된 디자인으로 되어 있어 활동적인 무로이에게 알맞은 코트라고 할 수 있다.
무로이가 극중에서 입고 나오는 수트는 모두 쓰리 피스이다.

## 이야깃거리
- 야나기바 토시로의 성대모사로 무로이 신지 흉내를 내는 연예인도 있다.
- 《용의자 무로이 신지》에서 야나기바 토시로는 「새로운 무로이를 만날 수 있었지만, 다시 무로이를 알 수 없게 되었다.」고 말했다. 또한 「계급을 기억하는 것도 어렵다」고 말하고 있다. (무로이의 경우 강등이나 승진이 잦기 때문이다.)
- 2005년 8월에 《용의자 무로이 신지》의 개봉에 따라 메이지 제과의 상품 「코팡(コパン)」의 CM에 야나기바 토시로가 무로이 신지로서 출연했다.

## 같이 보기
- 춤추는 대수사선
- 춤추는 대수사선 등장인물